# Solanum hovei
Solanum hovei är en potatisväxtart som beskrevs av Michel Félix Dunal. Solanum hovei ingår i släktet skattor som ingår i familjen potatisväxter. Inga underarter finns listade i Catalogue of Life.